# Сантеул-Маре
Сантеул-Маре (рум. Santăul Mare) — село у повіті Біхор в Румунії. Входить до складу комуни Борш.
Село розташоване на відстані 448 км на північний захід від Бухареста, 12 км на північний захід від Ораді, 140 км на захід від Клуж-Напоки.

## Населення
За даними перепису населення 2002 року у селі проживали 335 осіб.
Національний склад населення села:
| Національність | Кількість осіб | Відсоток |
| -------------- | -------------- | -------- |
| угорці         | 296            | 88,4%    |
| румуни         | 30             | 9,0%     |
| цигани         | 8              | 2,4%     |

Рідною мовою назвали:
| Мова      | Кількість осіб | Відсоток |
| --------- | -------------- | -------- |
| угорська  | 308            | 91,9%    |
| румунська | 27             | 8,1%     |